# Zanclodes falculalis
Zanclodes falculalis är en fjärilsart som beskrevs av Émile Louis Ragonot 1891. Zanclodes falculalis ingår i släktet Zanclodes och familjen mott. Inga underarter finns listade i Catalogue of Life.